# Ingrid
För andra betydelser, se Ingrid (olika betydelser).
Ingrid är ett kvinnonamn med nordiskt ursprung. Den ursprungliga formen av namnet var Ingifridh, sammansatt av gudanamnet Ingwaz och fridh som betyder skön eller älskad, dvs ”älskad av guden Ingwaz”. Namnet har funnits i Sverige åtminstone sedan 1000-talet och förekommer på runstenar, bland annat en sten vid Karberga i Uppland. På denna runsten stavas namnet ainkriþ : Ingrid och Ingegärd läto resa stenen och göra vadställe i sundet till minne av Tore, sin fader ... 
Den 31 december 2014 fanns det totalt 117 491 kvinnor folkbokförda i Sverige med namnet Ingrid, varav 48 209 bar det som tilltalsnamn.
Namnsdag i Sverige: 9 oktober (sedan 1901). I den finlandssvenska namnsdagslängden har Ingrid namnsdag 5 oktober sedan starten 1929, då en egen namnsdagskalender togs i bruk för finlandssvenskar.

## Personer med namnet Ingrid

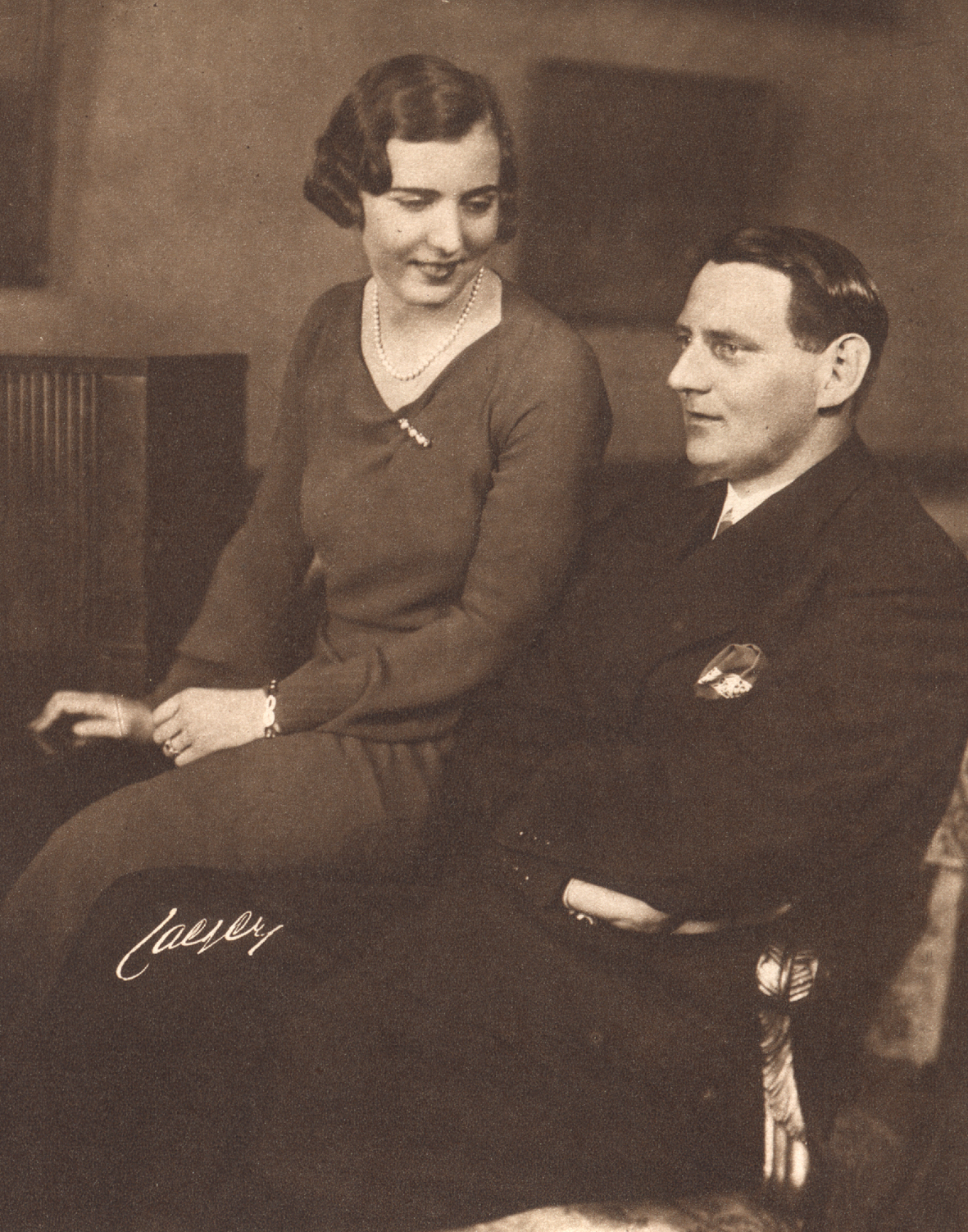
Ingrid av Sverige tillsammans med sin blivande make Fredrik som nyförlovade (1935).

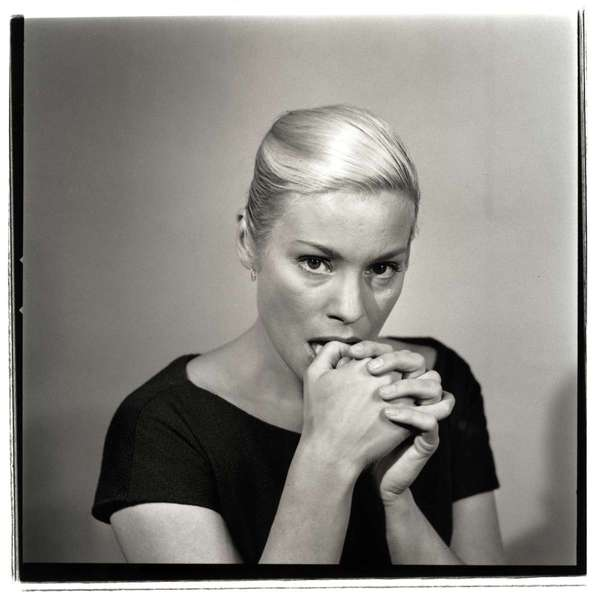
Ingrid Thulin

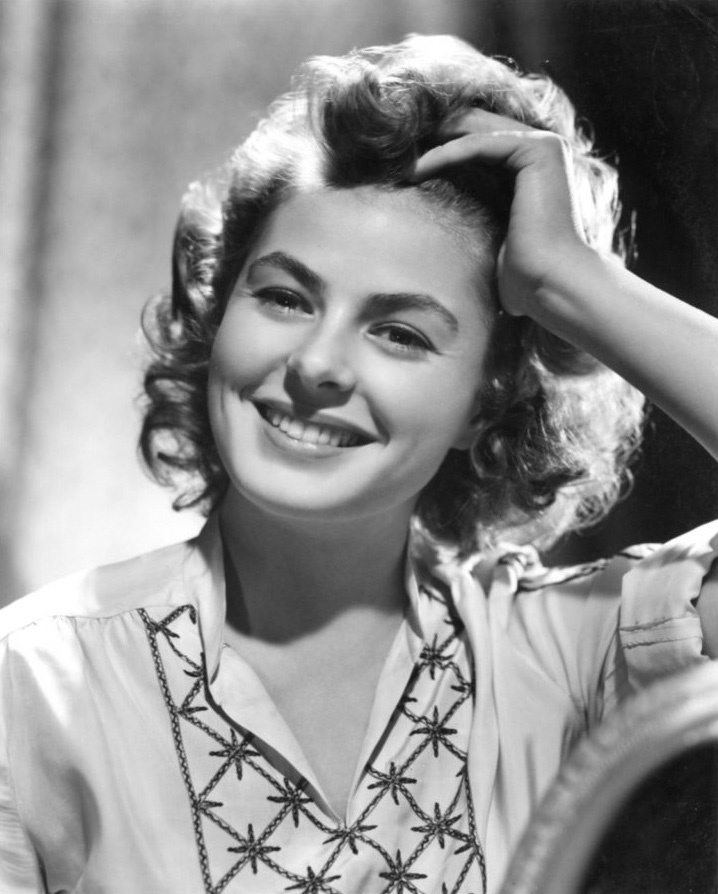
Ingrid Bergman

- In-Grid (Ingrid Alberini), italiensk sångerska
- Ingrid Ylva, mor till Birger jarl
- Ingrid Alexandra av Norge, norsk prinsessa, dotter till kronprins Haakon och kronprinsessan Mette-Marit
- Ingrid av Skänninge, klostergrundare och helgon, 1200-tal
- Ingrid av Sverige, dansk drottning, dotter till kung Gustaf VI Adolf
- Ingrid Almqvist, svensk friidrottare
- Ingrid Andersson, svensk politiker (s)
- Ingrid Andrén, svensk politiker (fp)
- Ingrid Arehn, svensk skådespelare
- Ingrid Arvidsson, svensk författare
- Ingrid Auerswald, östtysk friidrottare
- Ingrid Backlin, svensk skådespelare
- Ingrid Bentzer, svensk tennisspelare
- Ingrid Bergman, svensk skådespelare
- Íngrid Betancourt, colombiansk politiker
- Ingrid Björk, svensk skådespelare
- Ingrid Björnberg, svenska kungafamiljernas barnflicka åren 1938-1994
- Ingrid Bonde, svensk företagsledare
- Ingrid Borthen, norsk-svensk skådespelare
- Ingrid Boström, svensk skådespelare
- Ingrid Bredberg, svensk barnboksförfattare
- Ingrid Burman, svensk politiker (v), landshövding i Kronobergs län
- Ingrid Carlberg, svensk författare och journalist, ledamot av Svenska Akademien
- Ingrid Carlqvist, svensk journalist
- Ingrid Dahlberg,  svensk journalist, dramatiker, regissör, TV-producent, fd Dramatenchef och landshövding
- Ingrid von Dardel, svensk konstnär och dansös
- Ingrid Diesen, svensk politiker (m)
- Ingrid Edström, journalist och författare
- Ingrid Elam, svensk kulturjournalist
- Ingrid Emond, svensk översättare
- Ingrid Gjoni, albansk sångerska
- Ingrid Gärde Widemar, svensk politiker (fp)
- Ingrid Hedström, svensk journalist och författare
- Ingrid Hemmingsson, svensk politiker (m)
- Ingrid Jacquemod, fransk alpin skidåkare
- Ingrid Janbell, svensk skådespelare och regissör
- Ingrid Jonker, sydafrikansk poet
- Ingrid Kallenbäck, svensk författare
- Ingrid Klar, sista överlevande personen i Sverige född på 1700-talet
- Ingrid Klimke, tysk ryttare
- Ingrid Kristiansen, norsk friidrottare
- Ingrid Luterkort, svensk skådespelare
- Ingrid Näslund, svensk politiker (kd)
- Ingrid Olsson, svensk författare
- Ingrid Persson, svensk präst
- Ingrid Pitt, svensk skådespelare
- Ingrid Ragnvaldsdotter, norsk drottning, dotter till prins (eller kung) Ragnvald
- Ingrid Sandahl, svensk gymnast, OS-guld 1952
- Ingrid Segerstedt Wiberg, svensk journalist och politiker (fp)
- Ingrid Sjöstrand, svensk författare och journalist
- Ingrid Skeppstedt, svensk politiker (c)
- Ingrid Sundberg, svensk politiker (m)
- Ingrid Svantepolksdotter, svensk abbedissa i Vreta kloster
- Ingrid Svensdotter, norsk drottninggemål, gift med kung Olav Kyrre
- Ingrid Sverkersdotter, svensk prinsessa (1200-talet), dotter till kung Sverker den yngre och abbedissa i Vreta kloster[5]
- Ingrid af Trolle, svensk aktivist för djurskydd
- Ingrid Thulin, svensk skådespelare, manusförfattare och regissör
- Ingrid Tobiasson, svensk operasångerska
- Ingrid Vang Nyman, dansk tecknare (bl.a. Pippi Långstrump)
- Ingrid Wederbrand, svensk konstnär